# Om Yun-chol
Om Yun-chol (Hamgyong Norte, 18 de novembro de 1991) é um halterofilista da Coreia do Norte.

## Carreira

### Londres 2012
Om competiu em halterofilismo nos Jogos Olímpicos de 2012 e ficara apenas em sexto na prova do arranque (125 kg), na categoria até 56 kg; o chinês Wu Jingbiao levantara 133 kg e o turco Khalil El-Maaoui levantou 132 kg. Enquanto El-Maaoui não concluiu a prova, Wu conseguiu 156 kg no arremesso, 289 kg no total combinado, Om levantou 168 kg no arremesso, o equivalente ao triplo da própria massa corporal, igualando-se ao recorde mundial do turco Halil Mutlu, o que também supera o recorde olímpico, antes do mesmo Mutlu, definido nos Jogos de Sydney 2000. Com 293 kg no total combinado, tornou-se campeão olímpico.

### Temporadas 2013-2016
Em 2013 Om Yun-Chol conseguiu superar o recorde mundial no arremesso de Halil Mutlu que perdurou por mais de 12 anos, ele levantou 169 kg. Neste mesmo ano fora campeão asiático (286 kg no total) e campeoão mundial (289 kg), na categoria até 56 kg.
Nos Jogos Asiáticos de 2014 conseguiu superar novamente o recorde mundial no arremesso na categoria até 56 kg — levantou 170 kg.
No campeonato mundial de 2014 terminou em quinto no arranque, com 128 kg; o vietnamita Thach Kim Tuan estava em primeiro com 135 kg, os chineses Li Fabin e Long Qingquan levantaram 134 e 133 kg respectivamente; Thach Kim Tuan levantou 161 kg no arremesso e terminou com 296 kg, Li Fabin não conseguiu mais do que 157 kg no arremesso (291 kg no total) e Long Qingquan 160 kg (293 kg no total); Om conseguiu 168 kg no arremesso (296 kg no total) e, como era mais leve que Thach Kim Tuan, ficou com a medalha de ouro.

### Rio 2016
Nos Jogos Olímpicos de 2016, conquistou a medalha de prata, com um total combinado de 303kg na categoria até 56kg, sendo batido por Long Quingquan que fez 307kg.

## Quadro de resultados
Principais resultados de Om Yun-chol:
| Ano                             | Lugar                        | Categoria       | Marca (kg) / pos. | Marca (kg) / pos. | Marca (kg) / pos. |
| Ano                             | Lugar                        | Categoria       | Arranque          | Arremesso         | Total             |
| Jogos Olímpicos                 | Jogos Olímpicos              | Jogos Olímpicos | Jogos Olímpicos   | Jogos Olímpicos   | Jogos Olímpicos   |
| ------------------------------- | ---------------------------- | --------------- | ----------------- | ----------------- | ----------------- |
| 2012                            | Londres, Inglaterra          | –56 kg          | 125 / 6           | 168 / 1           | 293 /             |
| 2016                            | Rio de Janeiro, Brasil       | –56 kg          | 134 / 2           | 169 / 2           | 303 /             |
| Campeonato Mundial              |                              |                 |                   |                   |                   |
| 2011                            | Paris, França                | –56 kg          | 115 / 10          | 152 / 5           | 267 / 6           |
| 2013                            | Breslávia, Polônia           | –56 kg          | 127 /             | 162 /             | 289 /             |
| 2014                            | Almaty, Cazaquistão          | –56 kg          | 128 / 5           | 168 /             | 296 /             |
| 2015                            | Houston, Estados Unidos      | –56 kg          | 131 /             | 171 /             | 302 /             |
| 2018                            | Asgabate, Turquemenistão     | –55 kg          | 120 /             | 162 /             | 282 /             |
| 2019                            | Pattaya, Tailândia           | –55 kg          | 128 /             | 166 /             | 294 /             |
| Jogos Asiáticos                 |                              |                 |                   |                   |                   |
| 2014                            | Incheon, Coreia do Sul       | –56 kg          | 128 / 3           | 170 / 1           | 298 /             |
| 2018                            | Jacarta, Indonésia           | –56 kg          | 127 / 2           | 160 / 1           | 287 /             |
| Campeonato Asiático             |                              |                 |                   |                   |                   |
| 2013                            | Astana, Cazaquistão          | –56 kg          | 126 /             | 160 /             | 286 /             |
| 2019                            | Ningbo, China                | –61 kg          | 130 / 7           | 165 / 4           | 295 / 6           |
| Universíade                     |                              |                 |                   |                   |                   |
| 2017                            | Taipei, Taiwan               | –56 kg          | 129 / 1           | 165 / 1           | 294 /             |
| Campeonato Mundial Júnior       |                              |                 |                   |                   |                   |
| 2011                            | Penang, Malásia              | –56 kg          | 115 / 6           | 156 /             | 271 / 4           |
| Campeonato Interclubes Asiático |                              |                 |                   |                   |                   |
| 2013                            | Pyongyang, Coreia do Norte   | –56 kg          | 120 /             | 169 /             | 289 /             |
| Outras                          |                              |                 |                   |                   |                   |
| 2015                            | Fuzhou, China IWF Grand Prix | –56 kg          | 131 /             | 171 /             | 302 /             |
| 2019                            | Fuzhou, China IWF World Cup  | –61 kg          | 120 / 6           | 161 /             | 281 / 4           |

Recordes
Om Yun-Chol definiu os seguintes recordes mundiais:
| Data                                               | Disciplina | Marca  | Classe de peso | Lugar     |
| -------------------------------------------------- | ---------- | ------ | -------------- | --------- |
| 13.09.2013                                         | Arremesso  | 169 kg | –56 kg         | Pyongyang |
| 20.09.2014                                         | Arremesso  | 170 kg | –56 kg         | Incheon   |
| 21.11.2015                                         | Arremesso  | 171 kg | –56 kg         | Houston   |
| Após a reestruturação das classes de peso em 2018: |            |        |                |           |
| 01.11.2018                                         | Arremesso  | 162 kg | –55 kg         | Asgabate  |
| 18.09.2019                                         | Arremesso  | 166 kg | –55 kg         | Pattaya   |
| 18.09.2019                                         | Total      | 294 kg | –55 kg         | Pattaya   |